# Domasław (wieś)
Domasław (niem. Domslau) – wieś w Polsce położona w województwie dolnośląskim, w powiecie wrocławskim, w gminie Kobierzyce.

## Podział administracyjny
W latach 1975–1998 miejscowość administracyjnie należała do województwa wrocławskiego.

## Nazwa
Nazwa należy do grupy nazw patronomicznych i pochodzi od staropolskiego męskiego imienia założyciela Domasława podobnie jak np. Domosławice. Heinrich Adamy w swoim dziele o nazwach miejscowości na Śląsku wydanym w 1888 roku we Wrocławiu wymienia jako najstarszą zanotowaną nazwę miejscowości Domslawicz podając jej znaczenie Dorf des Domeslaw czyli po polsku Wieś Domasława.
W Codex Diplomaticus Silesiae, wg regestu z 1306 r. wymieniona jest nazwa Domslawicz, wcześniej również in Domezlau – 1214 r., de Domazlav – 1284 r. Do roku 1945 nosiła zgermanizowaną, niemiecką nazwę Domslau.
W alfabetycznym spisie miejscowości na terenie Śląska wydanym w 1830 roku we Wrocławiu przez Jakuba Drozda wieś występuje pod nazwą Domslau. Autor podaje również znaczenie nazwy jako: "von dem Slaw, haus der Slaven" czyli w tłumaczeniu polskim "od Słowian, dom Słowian". Domasław był na początku XIX w. najdalej na zachód położoną wsią w okolicy Wrocławia w której odprawiano msze w języku polskim. Likwidacja polskich nabożeństw nastąpiła około 1814r.

## Archeologia
Na terenie wsi, stanowiska 10-12, leżącej nad szlakiem bursztynowym w północno-zachodniej części ekumeny celtyckiej, archeolodzy odkryli podczas badań ratowniczych w 2006 roku, m, in. ponad 100 ciałopalnych halsztackich grobów książęcych, przeważnie komorowych, bogato wyposażonych, datowanych metodą radiowęglową na lata 750–450 p.n.e. oraz relikty osad ludności kultury przeworskiej ze specyficznymi elementami obrzędowości celtyckiej. W grobach przykłady typowej halsztackiej ceramiki grafitowanej i malowanej.

## Zabytki
Do wojewódzkiego rejestru zabytków wpisane są:
- kościół pw. św. Wojciecha, wieża z drugiej połowy XIV w., 1866 r.
- budynek bramny na cmentarz kościelny, z XVI w., połowa XVIII w.
- ogrodzenie, murowane, z XVI w., XVIII w.

## Transport
We wsi znajdują się przystanek osobowy na linii kolejowej numer 285 z Wrocławia Głównego do Jedliny-Zdrój i cztery przystanki autobusowe dla linii nr: 852, 862, 872 i 892 komunikacji gminnej.